# Капкайкент
Капкайкент (кум. Гьапкъайгент) — село в Каякентском районе Дагестана. 
Образует сельское поселение село Капкайкент как единственный населённый пункт в его составе.

## Географическое положение
Расположено у подножья горы Яшкент-теки, в долине реки Артузень, в 33 км к юго-западу от города Избербаш.

## История
В Капкайском ущелье в 1741 году прошло одно из крупнейших сражений третьего дагестанского похода Надир-шаха. 
В 1877 году в Дагестане вспыхнуло крупное антироссийское восстание, одним из центров которого стал аул Башлы. За непокорность аул был полностью разрушен генералом Комаровым. Впоследствии населению бывшего аула в течение 5 лет не позволяли селиться на прежнем месте. И только в 1882 году бывшим жителям разрешили вернуться, но вместо одного аула было образовано три: Верхний Башлы (позже Капкайкент), Средний Башлы (позже Джаванкент) и Нижний Башлы (позже Александркент).
Своё название селение получило в честь долины Къапкъай (по свидетельству местных старожилов это название восходит к более древнему топониму Къапчыгъай – по-кыпчакски – "теснина", "долина").,.

## Население
| 1895 | 1926 | 1939  | 1970  | 1989  | 2002  | 2010  |
| ---- | ---- | ----- | ----- | ----- | ----- | ----- |
| 1413 | ↘920 | ↘823  | ↗910  | ↘789  | ↗1389 | ↘1020 |
| 2012 | 2013 | 2014  | 2015  | 2016  | 2017  | 2018  |
| ↘962 | ↘908 | ↘870  | ↘856  | ↗861  | ↗873  | ↘867  |
| 2019 | 2020 | 2021  | 2023  | 2024  | 2025  |       |
| ↘845 | ↘844 | ↗1044 | ↗1047 | ↘1029 | ↗1046 |       |

Национальный состав
По данным Всероссийской переписи населения 2021 года:
| №        | Национальность | Численность, чел. | Доля    |
| -------- | -------------- | ----------------- | ------- |
| 1        | кумыки         | 986               | 94,44 % |
| 1.000001 | не указавшие   | 15                | 1,43 %  |
| 1.000002 | прочие         | 43                | 4,11 %  |
| 1.000003 | всего          | 1 044             | 100 %   |